# 朱念祖
朱念祖（1882年—1927年），字伯籛，号福宝，男，江西莲花人，清末民国政治人物，曾任江西教育厅厅长。

## 家庭
儿子朱江户、朱洁夫。